# 1263
سنة 1263 كانت سنة بسيطة تبدأ يوم الإثنين (الرابط يظهر نموذج التقويم الكامل للسنة) من التقويم اليولياني.

## مواليد
- ابن تيمية
- الشاب الظريف

## وفيات
- ألكسندر نيفيسكي
- الأشرف موسى بن إبراهيم
- ميندوغاس